# Sibel Arslan
Pour les articles homonymes, voir Sibel (homonymie).
Sibel Arslan, née le 23 juin 1980 à Erzincan en Turquie (originaire de Bâle, binationale turco-suisse), est une avocate et femme politique suisse, membre de BastAǃ. 
Elle est députée du canton de Bâle-Ville au Conseil national depuis novembre 2015.

## Biographie
Sibel Arslan arrive en Suisse en 1991 avec sa mère et deux frères. Son père y avait immigré six ans plus tôt en tant que réfugié et y travaillait comme serveur.
Après le gymnase, elle étudie le droit à l'Université de Bâle et y obtient une licence. Elle gère avec son frère à partir de 2006 le bar à shisha Susam sur la Barfüsserplatz à Bâle.

## Parcours politique
Elle est naturalisée (binationale turco-suisse) en 2004. La même année, elle adhère au parti BastAǃ. Elle est élue un an plus tard au Grand Conseil du canton de Bâle-Ville, où elle siège jusqu'en 2016 au sein du groupe de l'Alliance verte. À partir de 2007, elle siège au sein de la Commission de la justice, de la sécurité et du sport puis à partir de 2013, au sein de la Commission des grâces.
Lors des élections fédérales suisses de 2015, elle est élue au Conseil national. Elle est la première élue d’origine kurde à y accéder. Elle y est membre du groupe parlementaire des Verts et siège au sein de la Commission des affaires juridiques (CAJ), de la Commission de politique extérieure (CPE) et de la Commission judiciaire (CJ). Elle est l'un des six vice-présidents des Verts suisses depuis juin 2022. Elle est réélue en 2019 et 2023.
En septembre 2020, alors que la Place fédérale est occupée par des manifestants climatiques, une altercation médiatisée l'oppose au conseiller national Andreas Glarner, qui lui assène, en écorchant son nom, qu'elle n'a pas connu le respect de l'ordre public dans son pays ("Das ist Recht und Ordnung, Frau Arschlan! Das hat es in deinem Staat nicht gegeben!"). Filmée, la scène provoque un tollé,. Sibel Arslan dépose plainte contre Andreas Glarner en 2024 pour usurpation d'identité en ligne après que celui-ci a publié juste avant les élections fédérales d'octobre 2023 une fausse vidéo hyperréaliste où elle appelait à voter pour l'UDC et à renvoyer les criminels turcs.